# Цивилёво
Цивилёво — деревня в Солецком районе Новгородской области.

## География
Находится в западной части Новгородской области на расстоянии приблизительно 14 км на юг по прямой от районного центра города Сольцы.

## История
На карте 1840 года уже была обозначена. В 1909 году здесь (деревня Старорусского уезда Новгородской губернии) было учтено 42 двора. До 2020 года входила в состав Выбитского сельского поселения.

## Население
Численность населения: 265 человек (1909 год), 4 (русские 100 %) в 2002 году, 1 в 2010.